# Ageratina cuencana
Ageratina cuencana es una especie de planta herbácea perteneciente a la familia Asteraceae. Es originaria de  Ecuador de la que es endémica. Su hábitat natural son las montañas húmedas subtropicales o tropicales o matorrales a grandes alturas. Está tratada en peligro de extinción por la pérdida de hábitat.
Es una hierba o arbusto endémico a Ecuador. Se conocen seis subpoblaciones en la provincia de Azuay, especialmente al oeste de Cuenca, en el camino hacia el Parque nacional Cajas. No está confirmado, pero potencialmente se produce en el interior del parque. No se encontraron ejemplares de esta especie en los museos del Ecuador. La destrucción del hábitat es la principal amenaza para la especie. 

## Taxonomía
Ageratina cuencana fue descrita por (B.L.Rob.) R.M.King & H.Rob.  y publicado en Phytologia 19 : 213. 1970.
Etimología
Ageratina: nombre genérico que deriva de la palabra  griega: ageratos o ageraton que significa "que no envejece", en alusión a las flores que conservan su color por mucho tiempo.
cuencana: epíteto geográfico que alude a su localización en Cuenca.
Sinonimia
- Eupatorium cuencanum B.L.Rob.[1]